# Liste der olympischen Medaillengewinner aus Rumänien
Diese Liste der olympischen Medaillengewinner aus Rumänien enthält die seit 1900 mit Medaillen ausgezeichneten Rumänen und Rumäninnen bei den Olympischen Spielen.

## Medaillenbilanz
Bisher gewann Rumänien 317 olympische Medaillen, darunter 93 goldene, 101 silberne und 123 bronzene. Hauptsächlich errangen rumänische Athleten diese Medaillen bei Sommerspielen, und dort gab es allein im Turnen 25 Gold-, 20 Silber- und 26 Bronzemedaillen. Die einzige Medaille bei Winterspielen gewann Rumänien im Zweierbob 1968 in Grenoble.
| Rumänien bei den Olympischen Sommerspielen                                            | Rumänien bei den Olympischen Sommerspielen | Rumänien bei den Olympischen Sommerspielen | Rumänien bei den Olympischen Sommerspielen | Rumänien bei den Olympischen Sommerspielen | Rumänien bei den Olympischen Sommerspielen |      | Rumänien bei den Olympischen Winterspielen | Rumänien bei den Olympischen Winterspielen | Rumänien bei den Olympischen Winterspielen | Rumänien bei den Olympischen Winterspielen | Rumänien bei den Olympischen Winterspielen | Rumänien bei den Olympischen Winterspielen |
| Jahr                                                                                  | Gold                                       | Silber                                     | Bronze                                     | Gesamt                                     | Rang                                       | Jahr | Gold                                       | Silber                                     | Bronze                                     | Gesamt                                     | Rang                                       |                                            |
| 1900                                                                                  | 0                                          | 0                                          | 0                                          | 0                                          | -                                          |      |                                            |                                            |                                            |                                            |                                            |                                            |
| 1904                                                                                  | –                                          | –                                          | –                                          | –                                          | –                                          |      |                                            |                                            |                                            |                                            |                                            |                                            |
| 1908                                                                                  | –                                          | –                                          | –                                          | –                                          | –                                          |      |                                            |                                            |                                            |                                            |                                            |                                            |
| 1912                                                                                  | –                                          | –                                          | –                                          | –                                          | –                                          |      |                                            |                                            |                                            |                                            |                                            |                                            |
| 1920                                                                                  | –                                          | –                                          | –                                          | –                                          | –                                          |      |                                            |                                            |                                            |                                            |                                            |                                            |
| 1924                                                                                  | 0                                          | 0                                          | 1                                          | 1                                          | 23                                         |      | 1924                                       | –                                          | –                                          | –                                          | –                                          | –                                          |
| 1928                                                                                  | 0                                          | 0                                          | 0                                          | 0                                          | -                                          |      | 1928                                       | 0                                          | 0                                          | 0                                          | 0                                          |                                            |
| 1932                                                                                  | –                                          | –                                          | –                                          | –                                          | –                                          |      | 1932                                       | 0                                          | 0                                          | 0                                          | 0                                          |                                            |
| 1936                                                                                  | 0                                          | 1                                          | 0                                          | 1                                          | 25                                         |      | 1936                                       | 0                                          | 0                                          | 0                                          | 0                                          |                                            |
| 1948                                                                                  | –                                          | –                                          | –                                          | –                                          | –                                          |      | 1948                                       | 0                                          | 0                                          | 0                                          | 0                                          |                                            |
| 1952                                                                                  | 1                                          | 1                                          | 2                                          | 4                                          | 23                                         |      | 1952                                       | 0                                          | 0                                          | 0                                          | 0                                          |                                            |
| 1956                                                                                  | 5                                          | 3                                          | 5                                          | 13                                         | 9                                          |      | 1956                                       | 0                                          | 0                                          | 0                                          | 0                                          |                                            |
| 1960                                                                                  | 3                                          | 1                                          | 6                                          | 10                                         | 11                                         |      | 1960                                       | –                                          | –                                          | –                                          | –                                          | –                                          |
| 1964                                                                                  | 2                                          | 4                                          | 6                                          | 12                                         | 14                                         |      | 1964                                       | 0                                          | 0                                          | 0                                          | 0                                          |                                            |
| 1968                                                                                  | 4                                          | 6                                          | 5                                          | 15                                         | 12                                         |      | 1968                                       | 0                                          | 0                                          | 1                                          | 1                                          | 15                                         |
| 1972                                                                                  | 3                                          | 6                                          | 7                                          | 16                                         | 13                                         |      | 1972                                       | 0                                          | 0                                          | 0                                          | 0                                          |                                            |
| 1976                                                                                  | 4                                          | 9                                          | 14                                         | 27                                         | 9                                          |      | 1976                                       | 0                                          | 0                                          | 0                                          | 0                                          |                                            |
| 1980                                                                                  | 6                                          | 6                                          | 13                                         | 25                                         | 7                                          |      | 1980                                       | 0                                          | 0                                          | 0                                          | 0                                          |                                            |
| 1984                                                                                  | 20                                         | 16                                         | 17                                         | 53                                         | 2                                          |      | 1984                                       | 0                                          | 0                                          | 0                                          | 0                                          |                                            |
| 1988                                                                                  | 7                                          | 11                                         | 6                                          | 24                                         | 8                                          |      | 1988                                       | 0                                          | 0                                          | 0                                          | 0                                          |                                            |
| 1992                                                                                  | 4                                          | 6                                          | 8                                          | 18                                         | 14                                         |      | 1992                                       | 0                                          | 0                                          | 0                                          | 0                                          |                                            |
| 1996                                                                                  | 4                                          | 7                                          | 9                                          | 20                                         | 14                                         |      | 1994                                       | 0                                          | 0                                          | 0                                          | 0                                          |                                            |
| 2000                                                                                  | 11                                         | 6                                          | 9                                          | 26                                         | 11                                         |      | 1998                                       | 0                                          | 0                                          | 0                                          | 0                                          |                                            |
| 2004                                                                                  | 8                                          | 5                                          | 6                                          | 19                                         | 14                                         |      | 2002                                       | 0                                          | 0                                          | 0                                          | 0                                          |                                            |
| 2008                                                                                  | 4                                          | 1                                          | 4                                          | 9                                          | 17                                         |      | 2006                                       | 0                                          | 0                                          | 0                                          | 0                                          |                                            |
| 2012                                                                                  | 2                                          | 4                                          | 1                                          | 7                                          | 27                                         |      | 2010                                       | 0                                          | 0                                          | 0                                          | 0                                          |                                            |
| 2016                                                                                  | 1                                          | 1                                          | 2                                          | 4                                          | 47                                         |      | 2014                                       | 0                                          | 0                                          | 0                                          | 0                                          |                                            |
| 2020                                                                                  | 1                                          | 3                                          | 0                                          | 4                                          | 46                                         |      | 2018                                       | 0                                          | 0                                          | 0                                          | 0                                          |                                            |
| 2024                                                                                  | 3                                          | 4                                          | 2                                          | 9                                          | 23                                         |      | 2022                                       | 0                                          | 0                                          | 0                                          | 0                                          |                                            |
| Gesamt                                                                                | 93                                         | 101                                        | 123                                        | 317                                        |                                            |      | Gesamt                                     | 0                                          | 0                                          | 1                                          | 1                                          |                                            |
| \| \| Gold \| Silber \| Bronze \| Gesamt \| \| Ges. S+W \| 93 \| 101 \| 124 \| 318 \| |                                            |                                            |                                            |                                            |                                            |      |                                            |                                            |                                            |                                            |                                            |                                            |
|                                                                                       | Gold                                       | Silber                                     | Bronze                                     | Gesamt                                     |                                            |      |                                            |                                            |                                            |                                            |                                            |                                            |
| Ges. S+W                                                                              | 93                                         | 101                                        | 124                                        | 318                                        |                                            |      |                                            |                                            |                                            |                                            |                                            |                                            |

## Medaillengewinner

### A
- Andreea Acatrinei – Turnen (0-0-1)
Peking 2008: Bronze, Teammehrkampf Frauen
- Adriana Adam – Rudern (1-0-0)
Paris 2024: Gold, Achter Frauen
- Felicia Afrăsiloaie – Rudern (0-0-1)
Montreal 1976: Bronze, Doppelvierer mit Steuerfrau
- Lavinia Agache – Turnen – (1-0-1)
Los Angeles 1984: Gold, Teammehrkampf Frauen
Los Angeles 1984: Bronze, Pferdsprung Frauen
- Constantin Alexandru – Ringen (0-1-0)
Moskau 1980: Silber, gr.-röm. Papiergewicht Männer
- Ion Alexe – Boxen (0-1-0)
München 1972: Silber, Schwergewicht Männer
- Angela Alupei – Rudern (2-0-0)
Sydney 2000: Gold, Leichtgewichts-Doppelzweier Frauen
Athen 2004: Gold, Leichtgewichts-Doppelzweier Frauen
- Simona Amânar – Turnen (3-1-3)
Atlanta 1996: Bronze, Mehrkampf Einzel Frauen
Atlanta 1996: Bronze, Teammehrkampf Frauen
Atlanta 1996: Silber, Boden Frauen
Atlanta 1996: Gold, Pferdsprung Frauen
Sydney 2000: Gold, Mehrkampf Einzel Frauen
Sydney 2000: Gold, Teammehrkampf Frauen
Sydney 2000: Bronze, Boden Frauen
- Vasile Andrei – Ringen (1-0-1)
Moskau 1980: Bronze, gr.-röm. Schwergewicht Männer
Los Angeles 1984: Gold, gr.-röm. Schwergewicht Männer
- Gheorghe Andriev – Kanu (0-0-1)
Atlanta 1996: Bronze, Zweier-Canadier 500 m Männer
- Georgeta Andrunache – Rudern (5-0-1)
Sydney 2000: Gold, Zweier Ohne Steuerfrau
Sydney 2000: Gold, Achter Frauen
Athen 2004: Gold, Zweier Ohne Steuerfrau
Athen 2004: Gold, Achter Frauen
Peking 2008: Gold, Zweier ohne Steuerfrau
Peking 2008: Bronze, Achter Frauen
- Roxana Anghel – Rudern (1-1-0)
Paris 2024: Gold, Achter Frauen
Paris 2024: Silber, Zweier ohne Steuerfrau
- Herta Anitaș – Rudern (0-1-1)
Seoul 1988: Bronze, Vierer mit Steuerfrau
Seoul 1988: Silber, Achter Frauen
- Angelica Aposteanu – Rudern (0-0-1)
Moskau 1980: Bronze, Achter Frauen
- Chira Apostol – Rudern (1-0-0)
Los Angeles 1984: Gold, Vierer mit Steuerfrau
- Rodica Arba – Rudern (2-1-0)
Los Angeles 1984: Gold, Zweier ohne Steuerfrau
Seoul 1988: Gold, Zweier ohne Steuerfrau
Seoul 1988: Silber, Achter Frauen
- Mihaela Armășescu – Rudern (0-2-0)
Los Angeles 1984: Silber, Achter Frauen
Seoul 1988: Silber, Achter Frauen
- Dumitru Armășel – Rugby Union (0-0-1)
Paris 1924: Bronze, Männer
- Alina Astafei – Leichtathletik (0-1-0)
Barcelona 1992: Silber, Hochsprung Frauen

### B
- Sorin Babii – Schießen (1-0-1)
Seoul 1988: Gold, Freie Pistole
Barcelona 1992: Bronze, Luftpistole
- Ion Baciu – Ringen (0-1-0)
Mexiko-Stadt 1968: Silber, gr.-röm. Bantamgewicht Männer
- Ioana Badea – Rudern (1-0-0)
Los Angeles 1984: Gold, Doppelvierer mit Steuerfrau
- Laura Badea – Fechten (1-1-1)
Barcelona 1992: Bronze, Florett Mannschaft Frauen
Atlanta 1996: Silber, Florett Mannschaft Frauen
Atlanta 1996: Gold, Florett Einzel Frauen
- Anișoara Bălan – Rudern (0-1-1)
Seoul 1988: Bronze, Doppelvierer Frauen
Seoul 1988: Silber, Achter Frauen
- Doina Bălan – Rudern (0-3-1)
Barcelona 1992: Silber, Achter Frauen
Seoul 1988: Bronze, Vierer mit Steuerfrau
Seoul 1988: Silber, Achter Frauen
Los Angeles 1984: Silber, Achter Frauen
- Iolanda Balaș – Leichtathletik (2-0-0)
Rom 1960: Gold, Hochsprung Frauen
Tokio 1964: Gold, Hochsprung Frauen
- Oana Ban – Turnen (1-0-0)
Athen 2004: Gold, Teammehrkampf Frauen
- Aurica Bărăscu – Rudern (1-0-0)
Athen 2004: Gold, Achter Frauen
- Ana Bărbosu – Turnen (0-0-1)
Paris 2024: Bronze, Bodenturnen Frauen
- Adriana Bazon – Rudern (0-1-0)
Barcelona 1992: Silber, Achter Frauen
- Petre Becheru – Gewichtheben (1-0-0)
Los Angeles 1984: Gold, Leichtschwergewicht Männer
- Mircea Bedivan – Handball (0-0-1)
Los Angeles 1984: Bronze, Männer
- Gheorghe Benția – Rugby Union (0-0-1)
Paris 1924: Bronze, Männer
- Ștefan Berariu – Rudern (0-1-0)
Tokio 2020: Silber, Vierer ohne Steuermann
- Dumitru Berbece – Handball (0-0-1)
Los Angeles 1984: Bronze, Männer
- Gheorghe Berceanu – Ringen (1-1-0)
Montreal 1976: Silber, gr.-röm. Papiergewicht Männer
- Amalia Bereș – Rudern (1-0-0)
Paris 2024: Gold, Achter Frauen
- Mădălina Bereș – Rudern (0-0-1)
Rio 2016: Bronze, Achter Frauen
- Ion Bîrlădeanu – Kanu (0-0-1)
Moskau 1980: Bronze, Einer-Kajak 1000 m Männer
- Ștefan Birtalan – Handball (0-1-2)
München 1972: Bronze, Männer
Montreal 1976: Silber, Männer
Moskau 1980: Bronze, Männer
- Iulia Bobeică – Rudern (0-1-0)
Barcelona 1992: Silber, Achter Frauen
- Loredana Boboc – Turnen (1-0-0)
Sydney 2000: Gold, Teammehrkampf Frauen
- Nicoleta-Ancuța Bodnar – Rudern (2-1-0)
Tokio 2020: Gold, Doppelzweier Frauen
Paris 2024: Gold, Achter Frauen
Paris 2024: Silber, Doppelzweier Frauen
- Andreea Boghian – Rudern (0-0-1)
Rio 2016: Bronze, Achter Frauen
- Adelina Boguș – Rudern (0-0-1)
Rio 2016: Bronze, Achter Frauen
- Elena Bondar – Rudern (0-0-1)
Moskau 1980: Bronze, Achter Frauen
- Cristina Bontaș – Turnen (0-1-1)
Barcelona 1992: Bronze, Boden Frauen
Barcelona 1992: Silber, Teammehrkampf Frauen
- Iosif Boroș – Handball (0-0-2)
Moskau 1980: Bronze, Männer
Los Angeles 1984: Bronze, Männer
- Antonel Borșan – Kanu (0-1-0)
Atlanta 1996: Silber, Zweier-Canadier 1000 m Männer
- Florica Bucur – Rudern (0-0-1)
Moskau 1980: Bronze, Achter Frauen
- Valeria Bufanu – Leichtathletik (0-1-0)
München 1972: Silber, 100 m Hürden Frauen
- Valeriu Bularca – Ringen (0-1-0)
Tokio 1964: Silber, gr.-röm. Leichtgewicht Männer
- Olga Bularda – Rudern (1-0-0)
Los Angeles 1984: Gold, Vierer mit Steuerfrau
- Alexandru Buligan – Handball (0-0-1)
Los Angeles 1984: Bronze, Männer
- Diana Bulimar – Turnen (0-0-1)
London 2012: Bronze, Teammehrkampf Frauen
- Constanța Burcică – Rudern (3-1-1)
Barcelona 1992: Silber, Doppelvierer Frauen
Atlanta 1996: Gold, Leichtgewichts-Doppelzweier Frauen
Sydney 2000: Gold, Leichtgewichts-Doppelzweier Frauen
Athen 2004: Gold, Leichtgewichts-Doppelzweier Frauen
Peking 2008: Bronze, Achter Frauen
- Dan Burincă – Turnen (0-1-0)
Atlanta 1996: Silber, Ringe Männer

### C
- Anton Calenic – Kanu (0-1-0)
Mexiko-Stadt 1968: Silber, Vierer-Kajak 1000 m Männer
- Mihaela Cambei – Gewichtheben (0-1-0)
Paris 2024: Silber, Bantamgewicht Frauen
- Corina Căprioriu – Judo (0-1-0)
London 2012: Silber, Leichtgewicht Frauen
- Petre Capusta – Kanu (0-1-0)
München 1980: Silber, Zweier-Canadier 500 m Männer
- Beatrice Câșlaru – Schwimmen (0-1-1)
Sydney 2000: Silber, 200 m Lagen Frauen
Sydney 2000: Bronze, 400 m Lagen Frauen
- Marius Cata-Chitiga – Volleyball (0-0-1)
Moskau 1980: Bronze, Männer
- Petre Ceapura – Rudern (0-0-1)
München 1972: Bronze, Zweier mit Steuermann
- Ion Cernea – Ringen (0-1-1)
Rom 1960: Silber, gr.-röm. Bantamgewicht Männer
Tokio 1964: Bronze, gr.-röm. Bantamgewicht Männer
- Diana Chelaru – Turnen (0-0-1)
London 2012: Bronze, Teammehrkampf Frauen
- Alexandru Chiculiță – Fechten (0-0-1)
Los Angeles 1984: Bronze, Säbel Mannschaft Männer
- Valter-Korneliu Chifu – Volleyball (0-0-1)
Moskau 1980: Bronze, Männer
- Traian Cihărean – Gewichtheben (0-0-1)
Barcelona 1992: Bronze, Fliegengewicht Männer
- Mihai Cioc – Judo (0-0-1)
Los Angeles 1984: Bronze, Offene Klasse Männer
- Maria Cioncan – Leichtathletik (0-0-1)
Athen 2004: Bronze, 1500 m Frauen
- Dragomir Cioroslan – Gewichtheben (0-0-1)
Los Angeles 1984: Bronze, Mittelgewicht Männer
- Dumitru Cipere – Boxen (0-0-1)
Moskau 1980: Bronze, Bantamgewicht Männer
- Roxana Cocoș – Gewichtheben (0-1-0)
London 2012: Silber, bis 69 kg Frauen
- Roman Codreanu – Ringen (0-0-1)
Montreal 1976: Bronze, gr.-röm. Superschwergewicht Männer
- Veronica Cogeanu – Rudern (2-3-1)
Seoul 1988: Silber, Doppelzweier Frauen
Seoul 1988: Bronze, Doppelvierer Frauen
Barcelona 1992: Silber, Doppelzweier Frauen
Barcelona 1992: Silber, Doppelvierer Frauen
Atlanta 1996: Gold, Achter Frauen
Sydney 2000: Gold, Achter Frauen
- Cristieana Cojocaru – Leichtathletik (0-0-1)
Los Angeles 1984: Bronze, 400 m Hürden Frauen
- Roxana Cogianu – Rudern (0-0-1)
Rio 2016: Bronze, Achter Frauen
- Nadia Comăneci – Turnen (5-3-1)
Montreal 1976: Gold, Mehrkampf Einzel Frauen
Montreal 1976: Silber, Teammehrkampf Frauen
Montreal 1976: Bronze, Boden Frauen
Montreal 1976: Gold, Stufenbarren
Montreal 1976: Gold, Schwebebalken
Moskau 1980: Silber, Mehrkampf Einzel Frauen
Moskau 1980: Silber, Teammehrkampf Frauen
Moskau 1980: Gold, Boden Frauen
Moskau 1980: Gold, Schwebebalken
- Maria Constantinescu – Rudern (0-0-1)
Moskau 1980: Bronze, Achter Frauen
- Agafia Constantin – Kanu (1-0-0)
Los Angeles 1984: Gold, Kajak-Vierer Frauen 500 m
- Mariana Constantin – Turnen (0-1-0)
Montreal 1976: Silber, Teammehrkampf Frauen
- Sofia Corban – Rudern (1-0-0)
Los Angeles 1984: Gold, Doppelvierer mit Steuerfrau
- Andrei Cornea – Rudern (1-0-0)
Paris 2024: Gold, Doppelzweier Männer
- Adrian Cosma – Handball (0-1-2)
München 1972: Bronze, Männer
Montreal 1976: Silber, Männer
Moskau 1980: Bronze, Männer
- Gheorghe Covaciu – Handball (0-0-1)
Los Angeles 1984: Bronze, Männer
- Serghei Covaliov – Kanu (1-1-0)
Mexiko-Stadt 1968: Gold, Zweier-Canadier 1000 m Männer
München 1972: Silber, Zweier-Canadier 1000 m Männer
- Mihai Covaliu – Fechten (1-0-1)
Sydney 2000: Gold, Säbel Einzel Männer
Peking 2008: Bronze, Säbel Einzel Männer
- Ionela-Livia Cozmiuc, Rudern (0-1-0)
Paris 2024: Silber, Leichtgewichts-Doppelzweier Frauen
- Marius-Vasile Cozmiuc – Rudern (0-1-0)
Tokio 2020: Silber, Zweier ohne Steuermann
- Florența Crăciunescu – Leichtathletik (0-1-0)
Los Angeles 1984: Silber, Diskuswurf Frauen
- Simion Cuciuc – Kanu (0-0-1)
Tokio 1964: Bronze, Vierer-Kajak 1000 m Männer
- Laura Cutina – Turnen (1-0-0)
Los Angeles 1984: Gold, Teammehrkampf Frauen
- Calistrat Cuțov – Boxen (0-0-1)
Mexiko-Stadt 1968: Bronze, Leichtgewicht Männer
- Simion Cuțov – Boxen (0-1-0)
Montreal 1976: Silber, Leichtgewicht Männer

### D
- Costică Dafinoiu – Boxen (0-0-1)
Montreal 1976: Bronze, Halbschwergewicht Männer
- Aurora Dan – Fechten (0-1-0)
Los Angeles 1984: Silber, Florett Mannschaft Frauen
- Gheorghe Danielov – Kanu (0-1-0)
Montreal 1976: Silber, Zweier-Canadier 1000 m Männer
- Ana Derșidan – Fechten (0-0-2)
Mexiko-Stadt 1968: Bronze, Florett Mannschaft Frauen
München 1972: Bronze, Florett Mannschaft Frauen
- Camelia Diaconescu – Rudern (0-1-0)
Los Angeles 1984: Silber, Achter Frauen
- Vasile Dîba – Kanu (1-1-2)
Montreal 1976: Gold, Einer-Kajak 500 m Männer
Montreal 1976: Bronze, Einer-Kajak 1000 m Männer
Moskau 1980: Bronze, Einer-Kajak 500 m Männer
Moskau 1980: Silber, Vierer-Kajak 1000 m Männer
- Petre Dicu – Ringen (0-0-1)
Moskau 1980: Bronze, gr.-röm. Halbschwergewicht Männer
- Alexandru Dincă – Handball – (0-0-1)
München 1972: Bronze, Männer
- Loredana Dinu – Fechten (1-0-0)
Rio 2016: Gold, Degen Mannschaft Frauen
- Constantina Diță – Leichtathletik (1-0-0)
Peking 2008: Gold, Marathon Frauen
- Anișoara Bălan-Dobre – Rudern (0-1-0)
Barcelona 1992: Silber, Doppelvierer Frauen
- Aurelia Dobre – Turnen (0-1-0)
Seoul 1988: Silber, Teammehrkampf Frauen
- Dănuț Dobre – Rudern (0-2-0)
Barcelona 1992: Silber, Achter Männer
Seoul 1988: Silber, Zweier ohne Steuermann
- Mircea Dobrescu – Boxen (0-1-0)
Melbourne 1956: Silber, Fliegengewicht Männer
- Elena Dobrițoiu – Rudern (0-0-1)
Moskau 1980: Bronze, Achter Frauen
- Elena Dobrovolschi – Turnen (0-0-2)
Melbourne 1956: Bronze, Teammehrkampf Frauen
Rom 1960: Bronze, Teammehrkampf Frauen
- Gheorghe Dogărescu – Handball (0-0-1)
Los Angeles 1984: Bronze, Männer
- Victor Dolipschi – (0-0-2)
München 1972: Bronze, gr.-röm. Superschwergewicht Männer
Los Angeles 1984: Bronze, gr.-röm. Superschwergewicht Männer
- Tiberiu Dolniceanu – Fechten (0-1-0)
London 2012: Silber, Säbel Mannschaft Männer
- Anghelache Donescu
auf „Dor“ Reiten (0-0-1)
Moskau 1980: Bronze, Dressur Mannschaft
- Leonard Doroftei – Boxen (0-0-2)
Barcelona 1992: Bronze, Halbweltergewicht Männer
Atlanta 1996: Bronze, Leichtgewicht Männer
- Cezar Drăgăniță – Handball (0-1-1)
Montreal 1976: Silber, Männer
Moskau 1980: Bronze, Männer
- Gabriela Drăgoi – Turnen (0-0-1)
Peking 2008: Bronze, Teammehrkampf Frauen
- Marian Drăgulescu – Turnen (0-1-2)
Athen 2004: Bronze, Sprung Männer
Athen 2004: Silber, Boden Männer
Athen 2004: Bronze, Teammehrkampf Männer
- Ion Draica – Ringen (1-0-0)
Los Angeles 1984: Gold, gr.-röm. Mittelgewicht Männer
- Ion Drîmbă – Fechten (1-0-0)
Mexiko-Stadt 1968: Gold, Florett Männer
- Daniela Druncea – Rudern (0-0-1)
Rio 2016: Bronze, Achter Frauen
- Alexe Dumitru – Kanu (1-0-0)
Melbourne 1956: Gold, Zweier-Canadier 1000 m Männer
- Laurențiu Dumănoiu – Volleyball (0-0-1)
Moskau 1980: Bronze, Männer
- Maria Magdalena Dumitrache – Rudern (1-0-0)
Sydney 2000: Gold, Achter Frauen
- Alina Alexandra Dumitru – Judo (1-1-0)
Peking 2008: Gold, Superleichtgewicht Frauen
London 2012: Silber, Superleichtgewicht Frauen
- Marian Dumitru – Handball (0-0-2)
Moskau 1980: Bronze, Männer
Los Angeles 1984: Bronze, Männer
- Petre Dumitru – Gewichtheben (0-1-0)
Los Angeles 1984: Silber, Mittelschwergewicht Männer
- Viorica Dumitru – Kanu (0-0-2)
Mexiko-Stadt 1968: Bronze, Einer-Kajak 500 m Frauen
München 1972: Bronze, Zweier-Kajak 500 m Frauen
- Constantin Dumitrescu – Boxen (0-0-1)
Melbourne 1956: Bronze, Halbweltergewicht Männer
- Daniel Dumitrescu – Boxen (0-1-0)
Seoul 1988: Silber, Federgewicht Männer
- Ion Dumitrescu – Schießen (1-0-0)
Rom 1960: Gold, Trap Männer
- Rareș Dumitrescu – Fechten (0-1-0)
London 2012: Silber, Säbel Mannschaft Männer
- Roxana Dumitrescu – Fechten (0-0-1)
Barcelona 1992: Bronze, Florett Mannschaft Frauen
- Rodica Dunca – Turnen (0-1-0)
Moskau 1980: Silber, Teammehrkampf Frauen
- Cornel Durău – Handball (0-0-2)
Moskau 1980: Bronze, Männer
Los Angeles 1984: Bronze, Männer

### E
- Emilia Eberle – Turnen (0-2-0)
Moskau 1980: Silber, Teammehrkampf Frauen
Moskau 1980: Silber, Stufenbarren
- Marian Enache – Rudern (1-0-0)
Paris 2024: Gold, Doppelzweier Männer
- Gunter Enescu – Volleyball (0-0-1)
Moskau 1980: Bronze, Männer
- Alexandra Eremia – Turnen (1-0-1)
Athen 2004: Gold, Teammehrkampf Frauen
Athen 2004: Bronze, Boden Frauen
- Nicușor Eșanu – Kanu (0-1-0)
Moskau 1980: Silber, Vierer-Kajak 1000 m Männer

### F
- Gheorghe Fiat – Boxen (0-0-1)
Helsinki 1952: Bronze, Leichtgewicht Männer
- Teodor Florian, Rugby Union (0-0-1)
Paris 1924: Bronze, Männer
- Alexander Fölker – Handball (0-1-2)
Montreal 1976: Silber, Männer
Moskau 1980: Bronze, Männer
Los Angeles 1984: Bronze, Männer
- Mircea Frățică – Judo (0-0-1)
Los Angeles 1984: Bronze, Halbmittelgewicht Männer
- Maria Fricioiu – Rudern (1-0-0)
Los Angeles 1984: Gold, Vierer mit Steuerfrau
- Rodica Frîntu – Rudern (0-0-1)
Moskau 1980: Bronze, Achter Frauen
- Răzvan Florea – Schwimmen (0-0-1)
Athen 2004: Bronze, 200 m Rücken Männer
- Rodica Florea – Rudern (1-0-1)
Athen 2004: Gold, Achter Frauen
Peking 2008: Bronze, Achter Frauen
- Mircea Fulger – Boxen (0-0-1)
Los Angeles 1984: Bronze, Halbweltergewicht Männer

### G
- Georgeta Gabor – Turnen (0-1-0)
Montreal 1976: Silber, Teammehrkampf Frauen
- Liliana Gafencu – Rudern (3-0-0)
Atlanta 1996: Gold, Achter Frauen
Sydney 2000: Gold, Achter Frauen
Athen 2004: Gold, Achter Frauen
- Cristian Gațu – Handball (0-1-1)
München 1972: Bronze, Männer
Montreal 1976: Silber, Männer
- Nicu Gângă – Ringen (0-1-0)
Montreal 1976: Silber, gr.-röm. Fliegengewicht Männer
- Ion Geantă – Kanu (0-1-0)
Moskau 1980: Silber, Vierer-Kajak 1000 m Männer
- Elena Georgescu – Rudern (3-1-1)
Barcelona 1992: Silber, Achter Frauen
Atlanta 1996: Gold, Achter Frauen
Sydney 2000: Gold, Achter Frauen
Athen 2004: Gold, Achter Frauen
Peking 2008: Bronze, Achter Frauen
- Ionuț Gheorghe – Boxen (0-0-1)
Athen 2004: Bronze, Halbweltergewicht Männer
- Marin Gheorghe – Rudern (0-1-0)
Barcelona 1992: Silber, Achter Männer
- Marius Gherman – Turnen (0-0-1)
Seoul 1988: Bronze, Reck Männer
- Simona Gherman – Fechten (1-0-0)
Rio 2016: Gold, Degen Mannschaft Frauen
- Dan Girleanu – Volleyball (0-0-1)
Moskau 1980: Bronze, Männer
- Ion Gîrleșteanu, Rugby Union (0-0-1)
Paris 1924: Bronze, Männer
- Elena Giurcă – Rudern (0-0-1)
Montreal 1976: Bronze, Doppelvierer mit Steuerfrau
- Marcel Glăvan – Kanu (0-1-0)
Atlanta 1996: Silber, Zweier-Canadier 1000 m Männer
- Gina Gogean – Turnen (0-2-3)
Barcelona 1992: Silber, Teammehrkampf Frauen
Atlanta 1996: Silber, Mehrkampf Einzel Frauen
Atlanta 1996: Bronze, Teammehrkampf Frauen
Atlanta 1996: Bronze, Pferdsprung Frauen
Atlanta 1996: Bronze, Schwebebalken Frauen
- Eugenia Golea – Turnen (0-1-0)
Seoul 1988: Silber, Teammehrkampf Frauen
- Mircea Grabovschi – Handball (0-1-1)
Montreal 1976: Silber, Männer
Moskau 1980: Bronze, Männer
- Dan Grecu – Turnen (0-0-1)
Montreal 1976: Bronze, Ringe Männer
- Anca Grigoraș – Turnen (0-1-0)
Montreal 1976: Silber, Teammehrkampf Frauen
- Cristina Grigoraș – Turnen (1-1-0)
Moskau 1980: Silber, Teammehrkampf Frauen
Los Angeles 1984: Gold, Teammehrkampf Frauen
- Ioan Grigoraș – Ringen (0-0-1)
Barcelona 1992: Bronze, gr.-röm. Superschwergewicht Männer
- Andreea Grigore – Turnen (0-0-1)
Peking 2008: Bronze, Teammehrkampf Frauen
- Claudia Grigorescu – Fechten (0-0-1)
Barcelona 1992: Bronze, Florett Mannschaft Frauen
- Vasile Groapa – Gewichtheben (0-1-0)
Los Angeles 1984: Silber, 1. Schwergewicht Männer
- Gheorghe Gruia – Handball (0-0-1)
München 1972: Bronze, Männer
- Roland Gunesch – Handball (0-1-1)
München 1972: Bronze, Männer
Montreal 1976: Silber, Männer
- Elisabeta Guzganu – Fechten (0-1-1)
Los Angeles 1984: Silber, Florett Mannschaft Frauen
Barcelona 1992: Bronze, Florett Mannschaft Frauen
- Ileana Gyulai – Fechten (0-0-2)
Mexiko-Stadt 1968: Bronze, Florett Mannschaft Frauen
München 1972: Bronze, Florett Mannschaft Frauen

### H
- Vanda Hădărean – Turnen (0-1-0)
Barcelona 1992: Silber, Teammehrkampf Frauen
- Olga Homeghi – Rudern (1-1-1)
Moskau 1980: Bronze, Doppelzweier Frauen
Seoul 1988: Gold, Zweier ohne Steuerfrau
Seoul 1988: Silber, Achter Frauen
- Elena Horvat – Rudern (1-0-0)
Los Angeles 1984: Gold, Zweier ohne Steuerfrau
- Francisc Horvath – Ringen (0-0-1)
Melbourne 1956: Bronze, gr.-röm. Bantamgewicht Männer
- Georgeta Hurmuzachi – Turnen (0-0-1)
Melbourne 1956: Bronze, Teammehrkampf Frauen

### I
- Ecaterina Iencic – Fechten (0-0-2)
Mexiko-Stadt 1968: Bronze, Florett Mannschaft Frauen
München 1972: Bronze, Florett Mannschaft Frauen
- Doina Ignat – Rudern (4-1-1)
Barcelona 1992: Silber, Doppelvierer Frauen
Atlanta 1996: Gold, Achter Frauen
Sydney 2000: Gold, Zweier Ohne Steuerfrau
Sydney 2000: Gold, Achter Frauen
Athen 2004: Gold, Achter Frauen
Peking 2008: Bronze, Achter Frauen
- Andrei Igorov – Kanu (0-1-0)
Tokio 1964: Silber, Einer-Canadier 1000 m Männer
- Ana Iliuță – Rudern (0-0-1)
Moskau 1980: Bronze, Achter Frauen
- Sonia Iovan – Turnen (0-0-2)
Melbourne 1956: Bronze, Teammehrkampf Frauen
Rom 1960: Bronze, Teammehrkampf Frauen
- Viorica Ioja – Rudern (1-1-0)
Los Angeles 1984: Gold, Vierer mit Steuerfrau
Los Angeles 1984: Silber, Achter Frauen
- Corneliu Ion – Schießen (1-1-0)
Moskau 1980: Gold, Schnellfeuerpistole
Los Angeles 1984: Silber, Schnellfeuerpistole
- Atanasia Ionescu – Turnen (0-0-1)
Rom 1960: Bronze, Teammehrkampf Frauen
- Claudiu Ionescu – Handball (0-0-1)
Moskau 1980: Bronze, Männer
- Nastasia Ionescu – Kanu (1-0-0)
Los Angeles 1984: Gold, Kajak-Vierer Frauen 500 m
- Vali Ionescu – Leichtathletik (0-1-0)
Los Angeles 1984: Silber, Weitsprung Frauen
- Raluca Ioniță – Kanu (0-0-1)
Sydney 2000: Bronze, Vierer-Kajak 500 m Frauen
- Larisa Iordache – Turnen (0-0-1)
London 2012: Bronze, Teammehrkampf Frauen
- Vasile Iorga – Ringen (0-0-1)
München 1972: Bronze, Freistil Mittelgewicht Männer
- Petru Iosub – Rudern (1-0-0)
Los Angeles 1984: Gold, Zweier ohne Steuermann
- Dan Irimiciuc – Fechten (0-0-1)
Montreal 1976: Bronze, Säbel Mannschaft Männer
- Andreea Isărescu – Turnen (1-0-0)
Sydney 2000: Gold, Teammehrkampf Frauen
- Simion Ismailciuc – Kanu (1-0-0)
Melbourne 1956: Gold, Zweier-Canadier 1000 m Männer
- Dan Iuga – Schießen (0-1-0)
München 1972: Silber, Freie Pistole 50 m
- Paula Ivan – Leichtathletik (1-1-0)
Seoul 1988: Gold, 1500 m Frauen
Seoul 1988: Silber, 3000 m Frauen
- Dimitrie Ivanov – Kanu (0-1-0)
Mexiko-Stadt 1968: Silber, Vierer-Kajak 1000 m Männer
- Haralambie Ivanov – Kanu (0-1-0)
Mexiko-Stadt 1968: Silber, Vierer-Kajak 1000 m Männer
- Sandra Izbașa – Turnen (2-0-2)
Peking 2008: Gold, Boden Frauen
Peking 2008: Bronze, Teammehrkampf Frauen
London 2012: Gold, Pferdsprung Frauen
London 2012: Bronze, Teammehrkampf Frauen

### K
- Gabriel Kicsid – Handball (0-1-1)
München 1972: Bronze, Männer
Montreal 1976: Silber, Männer

### L
- Hilde Lauer – Kanu (0-0-2)
Tokio 1964: Bronze, Einer-Kajak 500 m Frauen
Tokio 1964: Bronze, Zweier-Kajak 500 m Frauen
- Florica Lavric – Rudern (1-0-0)
Los Angeles 1984: Gold, Vierer mit Steuerfrau
- Elisabeta Lazăr – Rudern (0-0-1)
Montreal 1976: Bronze, Doppelvierer mit Steuerfrau
- Maria Lehaci – Rudern (1-0-0)
Paris 2024: Gold, Achter Frauen
- Victoria Lepădatu – Rudern (0-1-0)
Barcelona 1992: Silber, Achter Frauen
- Elena Leuștean – Turnen (0-0-3)
Melbourne 1956: Bronze, Teammehrkampf Frauen
Melbourne 1956: Bronze, Boden Frauen
Rom 1960: Bronze, Teammehrkampf Frauen
- Gheorghe Lichiardopol – Schießen (0-0-2)
Helsinki 1952: Bronze, Schnellfeuerpistole
Melbourne 1956: Bronze, Schnellfeuerpistole
- Gheorghe Licu – Handball (0-1-1)
München 1972: Bronze, Männer
Montreal 1976: Silber, Männer
- Mariana Limbău – Kanu (0-0-1)
Sydney 2000: Bronze, Vierer-Kajak 500 m Frauen
- Nicolae Linca – Boxen (1-0-0)
Melbourne 1956: Gold, Weltergewicht Männer
- Elisabeta Lipă – Rudern (5-2-1)
Los Angeles 1984: Gold, Doppelzweier Frauen
Seoul 1988: Silber, Doppelzweier Frauen
Seoul 1988: Bronze, Doppelvierer Frauen
Barcelona 1992: Silber, Doppelzweier Frauen
Barcelona 1992: Gold, Einer Frauen
Atlanta 1996: Gold, Achter Frauen
Sydney 2000: Gold, Achter Frauen
Athen 2004: Gold, Achter Frauen
- Emilia Liță – Turnen (0-0-2)
Melbourne 1956: Bronze, Teammehrkampf Frauen
Rom 1960: Bronze, Teammehrkampf Frauen
- Ionela Loaieș – Turnen (0-0-1)
Atlanta 1996: Bronze, Teammehrkampf Frauen
- Mihaela Loghin – Leichtathletik (0-1-0)
Los Angeles 1984: Silber, Kugelstoßen Frauen
- Fița Lovin – Leichtathletik (0-0-1)
Los Angeles 1984: Bronze, 800 m Frauen
- Ladislau Lovrenschi – Rudern (0-1-1)
München 1972: Bronze, Zweier mit Steuermann
Seoul 1988: Silber, Vierer mit Steuermann
- Noemi Lung – Schwimmen (0-1-1)
Seoul 1988: Bronze, 200 m Lagen Frauen
Seoul 1988: Silber, 400 m Lagen Frauen

### M
- Sorin Macavei – Volleyball (0-0-1)
Moskau 1980: Bronze, Männer
- Camelia Macoviciuc – Rudern (1-0-0)
Atlanta 1996: Gold, Leichtgewichts-Doppelzweier Frauen
- Policarp Malîhin – Kanu (0-0-1)
Montreal 1976: Bronze, Zweier-Kajak 500 m Männer
- Viorel Manole – Volleyball (0-0-1)
Moskau 1980: Bronze, Männer
- Lia Manoliu – Leichtathletik (1-0-2)
Rom 1960: Bronze, Diskuswurf Frauen
Tokio 1964: Bronze, Diskuswurf Frauen
Mexiko-Stadt 1968: Gold, Diskuswurf Frauen
- Nicolae Mărăscu, Rugby Union (0-0-1)
Paris 1924: Bronze, Männer
- Teodor Marian, Rugby Union (0-0-1)
Paris 1924: Bronze, Männer
- Claudiu Marin – Rudern (0-1-0)
Barcelona 1992: Silber, Achter Männer
- Corneliu Marin – Fechten (0-0-2)
Montreal 1976: Bronze, Säbel Mannschaft Männer
Los Angeles 1984: Bronze, Säbel Mannschaft Männer
- Marin Dan – Handball (0-0-1)
München 1972: Bronze, Männer
- Alexandra Marinescu – Turnen (0-0-1)
Atlanta 1996: Bronze, Teammehrkampf Frauen
- Tecla Marinescu – Kanu (1-0-0)
Los Angeles 1984: Gold, Kajak-Vierer Frauen 500 m
- Nicolae Martinescu – Ringen (1-0-1)
Mexiko-Stadt 1968: Bronze, gr.-röm. Halbschwergewicht Männer
München 1972: Gold, gr.-röm. Schwergewicht Männer
- Vasile Măstăcan – Rudern (0-1-0)
Barcelona 1992: Silber, Achter Männer
- Ilie Matei – Ringen (0-1-0)
Los Angeles 1984: Silber, gr.-röm. Halbschwergewicht Männer
- Gheorghe Megelea – Leichtathletik (0-0-1)
Rom 1976: Bronze, Speerwurf Männer
- Doina Melinte – Leichtathletik (1-1-0)
Los Angeles 1984: Gold, 800 m Frauen
Los Angeles 1984: Silber, 1500 m Frauen
- Argentina Menis – Leichtathletik (0-1-0)
München 1972: Silber, Diskuswurf Frauen
- Florin Mergea – Tennis (0-1-0)
Rio 2016: Silber, Doppel Männer
- Maria Micșa – Rudern (0-0-1)
Montreal 1976: Bronze, Doppelvierer mit Steuerfrau
- Sorin Mihăilescu, Rugby Union (0-0-1)
Paris 1924: Bronze, Männer
- Aneta Mihaly – Rudern (0-1-0)
Los Angeles 1984: Silber, Achter Frauen
- Lavinia Miloșovici – Turnen (2-1-3)
Barcelona 1992: Silber, Teammehrkampf Frauen
Barcelona 1992: Bronze, Mehrkampf Einzel Frauen
Barcelona 1992: Gold, Boden Frauen
Barcelona 1992: Gold, Pferdsprung Frauen
Atlanta 1996: Bronze, Mehrkampf Einzel Frauen
Atlanta 1996: Bronze, Teammehrkampf Frauen
- Florin Mina – Volleyball (0-0-1)
Moskau 1980: Bronze, Männer
- Anișoara Minea – Rudern (0-0-1)
Seoul 1988: Bronze, Doppelvierer Frauen
- Enikő Barabás – Rudern (0-0-1)
Peking 2008: Bronze, Achter Frauen
- Diana Mocanu – Schwimmen (2-0-0)
Sydney 2000: Gold, 100 m Rücken Frauen
Sydney 2000: Gold, 200 m Rücken Frauen
- Marcela Moldovan-Zsak – Fechten (0-1-0)
Los Angeles 1984: Silber, Florett Mannschaft Frauen
- Alin Moldoveanu – Schießen (1-0-0)
London 2012: Gold, Luftgewehr Männer
- Ion Monea – Boxen (0-1-1)
Rom 1960: Bronze, Mittelgewicht Männer
Mexiko-Stadt 1968: Silber, Halbschwergewicht Männer
- Stelică Morcov – Ringen (0-0-1)
Montreal 1976: Bronze, Freistil Halbschwergewicht Männer
- Nicolae Munteanu – Handball (0-1-2)
Montreal 1976: Silber, Männer
Moskau 1980: Bronze, Männer
Los Angeles 1984: Bronze, Männer
- Simona Mușat – Rudern (0-0-1)
Peking 2008: Bronze, Achter Frauen
- Marin Mustață – Fechten (0-0-2)
Montreal 1976: Bronze, Säbel Mannschaft Männer
Los Angeles 1984: Bronze, Säbel Mannschaft Männer

### N
- Alec Năstac – Boxen (0-0-1)
Montreal 1976: Bronze, Mittelgewicht Männer
- Vasile Năstase – Rudern (0-1-0)
Barcelona 1992: Silber, Achter Männer
- Dragoș Neagu – Rudern (0-1-0)
Seoul 1988: Silber, Zweier ohne Steuermann
- Nicolae Neagoe – Bob (0-0-1)
Grenoble 1968: Bronze, Zweierbob Männer
- Veronica Necula – Rudern (0-1-1)
Seoul 1988: Bronze, Vierer mit Steuerfrau
Seoul 1988: Silber, Achter Frauen
- Viorica Neculai – Rudern (0-1-0)
Barcelona 1992: Silber, Achter Frauen
- Maria Neculiță – Turnen (0-1-0)
Barcelona 1992: Silber, Teammehrkampf Frauen
- Paul Nedelcovici, Rugby Union (0-0-1)
Paris 1924: Bronze, Männer
- Gheorghe Negrea – Boxen (0-1-0)
Melbourne 1956: Silber, Halbschwergewicht Männer
- Iosif Nemeș, Rugby Union (0-0-1)
Paris 1924: Bronze, Männer
- Maria Nichiforov – Kanu (0-0-1)
München 1972: Bronze, Zweier-Kajak 500 m Frauen
- Alexandru Nilca – Fechten (0-0-1)
Montreal 1976: Bronze, Säbel Mannschaft Männer
- Steliana Nistor – Turnen (0-0-1)
Peking 2008: Bronze, Teammehrkampf Frauen

### O
- Ecaterina Oancia – Rudern (1-1-1)
Los Angeles 1984: Gold, Doppelvierer mit Steuerfrau
Seoul 1988: Bronze, Vierer mit Steuerfrau
Seoul 1988: Silber, Achter Frauen
- Grigore Obreja – Kanu (0-0-1)
Atlanta 1996: Bronze, Zweier-Canadier 500 m Männer
- Costică Olaru – Kanu (0-0-1)
Los Angeles 1984: Bronze, Einer-Canadier 500 m Männer
- Maria Olaru – Turnen (1-1-0)
Sydney 2000: Silber, Mehrkampf Einzel Frauen
Sydney 2000: Gold, Teammehrkampf Frauen
- Ioana Olteanu – Rudern (2-1-0)
Barcelona 1992: Silber, Achter Frauen
Atlanta 1996: Gold, Achter Frauen
Sydney 2000: Gold, Achter Frauen
- Laura Oprea – Rudern (0-0-1)
Rio 2016: Bronze, Achter Frauen
- Marian Oprea – Leichtathletik (0-1-0)
Athen 2004: Silber, Dreisprung Männer
- Vasile Oprea – Handball (0-0-1)
Los Angeles 1984: Bronze, Männer
- Olga Szabó-Orbán – Fechten (0-1-2)
Melbourne 1956: Silber, Florett Frauen
Mexiko-Stadt 1968: Bronze, Florett Mannschaft Frauen
München 1972: Bronze, Florett Mannschaft Frauen
- Rozalia Oros – Fechten (0-1-0)
Los Angeles 1984: Silber, Florett Mannschaft Frauen

### P
- Maria Pădurariu – Rudern (0-1-0)
Barcelona 1992: Silber, Achter Frauen
- Oana Pantelimon – Leichtathletik (0-0-1)
Sydney 2000: Bronze, Hochsprung Frauen
- Ion Panțuru – Bob (0-0-1)
Grenoble 1968: Bronze, Zweierbob Männer
- Ioana Papuc – Rudern (1-0-1)
Athen 2004: Gold, Achter Frauen
Peking 2008: Bronze, Achter Frauen
- Dumitru Pârvulescu – Ringen (1-0-1)
Rom 1960: Gold, gr.-röm. Fliegengewicht Männer
Tokio 1964: Bronze, gr.-röm. Fliegengewicht Männer
- Mirela Pașca – Turnen (0-1-0)
Barcelona 1992: Silber, Teammehrkampf Frauen
- Cosmin Pascari – Rudern (0-1-0)
Tokio 2020: Silber, Vierer ohne Steuermann
- Anca Pătrășcoiu – Schwimmen (0-0-1)
Los Angeles 1984: Bronze, 200 m Rücken Frauen
- Ivan Patzaichin – Kanu (4-3-0)
Mexiko-Stadt 1968: Gold, Zweier-Canadier 1000 m Männer
München 1972: Gold, Einer-Canadier 1000 m Männer
München 1972: Silber, Zweier-Canadier 1000 m Männer
München 1980: Silber, Zweier-Canadier 500 m Männer
Moskau 1980: Gold, Zweier-Canadier 1000 m Männer
Los Angeles 1984: Silber, Zweier-Canadier 500 m Männer
Los Angeles 1984: Gold, Zweier-Canadier 1000 m Männer
- Simona Păuca – Turnen (2-0-1)
Los Angeles 1984: Bronze, Mehrkampf Einzel Frauen
Los Angeles 1984: Gold, Teammehrkampf Frauen
Los Angeles 1984: Gold, Schwebebalken
- Mihaela Peneș – Leichtathletik (1-1-0)
Tokio 1964: Gold, Speerwurf Frauen
Mexiko-Stadt 1968: Silber, Speerwurf Frauen
- Cornel Penu – Handball (0-1-1)
München 1972: Bronze, Männer
Montreal 1976: Silber, Männer
- Victoria-Ștefania Petreanu – Rudern (1-0-0)
Paris 2024: Gold, Achter Frauen
- Ștefan Petrescu – Schießen (1-0-0)
Melbourne 1956: Gold, Schnellfeuerpistole
- Mihaela Petrilă – Rudern (0-0-1)
Rio 2016: Bronze, Achter Frauen
- Aurora Pleșca – Rudern (0-1-0)
Los Angeles 1984: Silber, Achter Frauen
- Cătălina Ponor – Turnen (3-1-1)
Athen 2004: Gold, Teammehrkampf Frauen
Athen 2004: Gold, Boden Frauen
Athen 2004: Gold, Schwebebalken Frauen
London 2012: Silber, Boden Frauen
London 2012: Bronze, Teammehrkampf Frauen
- Ioan Pop – Fechten (0-0-2)
Montreal 1976: Bronze, Säbel Mannschaft Männer
Los Angeles 1984: Bronze, Säbel Mannschaft Männer
- Simona Pop – Fechten (1-0-0)
Rio 2016: Gold, Degen Mannschaft Frauen
- Celestina Popa – Turnen (0-1-0)
Seoul 1988: Silber, Teammehrkampf Frauen
- Iuliana Popa – Rudern (0-0-1)
Rio 2016: Bronze, Achter Frauen
- Ana Maria Popescu – Fechten (1-2-0)
Peking 2008: Silber, Degen Einzel Frauen
Rio 2016: Gold, Degen Mannschaft Frauen
Tokio 2020: Silber, Degen Einzel Frauen
- Dimitrie Popescu – Rudern (1-2-1)
Los Angeles 1984: Silber, Zweier mit Steuermann
Seoul 1988: Silber, Vierer mit Steuermann
Barcelona 1992: Bronze, Zweier mit Steuermann
Barcelona 1992: Gold, Vierer mit Steuermann
- Florin Popescu – Kanu (1-0-1)
Sydney 2000: Gold, Zweier-Canadier 1000 m Männer
Sydney 2000: Bronze, Zweier-Canadier 500 m Männer
- Daniel Popescu – Turnen (0-0-1)
Athen 2004: Bronze, Teammehrkampf Männer
- Mărioara Popescu – Rudern (2-0-0)
Los Angeles 1984: Gold, Doppelzweier Frauen
Atlanta 1996: Gold, Achter Frauen
- Simion Popescu – Ringen (0-0-1)
Mexiko-Stadt 1968: Bronze, gr.-röm. Federgewicht Männer
- David Popovici – Schwimmen (1-0-1)
Paris 2024: Gold, 200 m Freistil Männer
Paris 2024: Bronze, 100 m Freistil Männer
- Uta Poreceanu – Turnen (0-0-1)
Rom 1960: Bronze, Teammehrkampf Frauen
- Camelia Potec – Schwimmen (1-0-0)
Athen 2004: Gold, 200 m Freistil Frauen
- Gabriela Potorac – Turnen (0-2-1)
Seoul 1988: Silber, Teammehrkampf Frauen
Seoul 1988: Silber, Pferdsprung Frauen
Seoul 1988: Bronze, Schwebebalken Frauen
- Dan Potra – Turnen (0-0-1)
Athen 2004: Bronze, Teammehrkampf Männer
- Claudia Presăcan – Turnen (1-0-0)
Sydney 2000: Gold, Teammehrkampf Frauen
- Mitică Pricop – Kanu (1-0-1)
Sydney 2000: Gold, Zweier-Canadier 1000 m Männer
Sydney 2000: Bronze, Zweier-Canadier 500 m Männer
- Maricica Puică – Leichtathletik (1-0-1)
Los Angeles 1984: Bronze, 1500 m Frauen
Los Angeles 1984: Gold, 3000 m Frauen
- Vasile Pușcașu – Ringen (1-0-1)
Los Angeles 1984: Bronze, Freistil Schwergewicht Männer
Seoul 1988: Gold, Freistil Schwergewicht Männer
- Rodica Puscatu – Rudern (0-0-1)
Moskau 1980: Bronze, Achter Frauen

### R
- Valeria Răcilă – Rudern (1-0-1)
Los Angeles 1984: Gold, Einer Frauen
Moskau 1980: Bronze, Doppelzweier Frauen
- Simona Radiș – Rudern (2-1-0)
Tokio 2020: Gold, Doppelzweier Frauen
Paris 2024: Gold, Achter Frauen
Paris 2024: Silber, Doppelzweier Frauen
- Elena Radu – Kanu (0-0-1)
Sydney 2000: Bronze, Vierer-Kajak 500 m Frauen
- Gelu Radu – Gewichtheben (0-1-0)
Los Angeles 1984: Silber, Federgewicht Männer
- Andreea Răducan – Turnen (1-1-0)
Sydney 2000: Silber, Pferdsprung Frauen
Sydney 2000: Gold, Teammehrkampf Frauen
- Dumitru Răducanu – Rudern (1-1-1)
Barcelona 1992: Bronze, Zweier mit Steuermann
Barcelona 1992: Gold, Vierer mit Steuermann
Los Angeles 1984: Silber, Zweier mit Steuermann
- Iulian Raicea – Schießen (0-0-1)
Sydney 2000: Bronze, Schnellfeuerpistole Männer
- Henri Rang
auf „Delfis“ Reiten (0-1-0)
Berlin 1936: Silber, Einzel
- Simona Richter – Judo (0-0-1)
Sydney 2000: Bronze, Halbschwergewicht Frauen
- Doina Robu – Rudern (0-1-0)
Barcelona 1992: Silber, Achter Frauen
- Valentin Robu – Rudern (0-2-0)
Seoul 1988: Silber, Vierer mit Steuermann
Barcelona 1992: Silber, Achter Männer
- Marcel Roșca – Schießen (0-1-0)
Mexiko-Stadt 1968: Silber, Schnellfeuerpistole Männer
- Monica Roșu – Turnen (2-0-0)
Athen 2004: Gold, Teammehrkampf Frauen
Athen 2004: Gold, Sprung Frauen
- Nicolae Rotaru – Schießen (0-0-1)
München 1972: Bronze, Kleinkaliber liegend
- Petre Roșca
auf „Derbist“ Reiten (0-0-1)
Moskau 1980: Bronze, Dressur Mannschaft
- Leon Rotman – Kanu (2-0-1)
Melbourne 1956: Gold, Einer-Canadier 1000 m Männer
Melbourne 1956: Gold, Einer-Canadier 10.000 m Männer
Rom 1960: Bronze, Einer-Canadier 1000 m Männer
- Melitta Rühn – Turnen (0-1-2)
Moskau 1980: Silber, Teammehrkampf Frauen
Moskau 1980: Bronze, Pferdsprung Frauen
Moskau 1980: Bronze, Stufenbarren
- Iulică Ruican – Rudern (1-1-0)
Barcelona 1992: Gold, Vierer mit Steuermann
Barcelona 1992: Silber, Achter Männer
- Maria-Magdalena Rusu – Rudern (1-0-0)
Paris 2024: Gold, Achter Frauen
- Ștefan Rusu – Ringen (1-1-1)
Montreal 1976: Silber, gr.-röm. Leichtgewicht Männer
Moskau 1980: Gold, gr.-röm. Leichtgewicht Männer
Los Angeles 1984: Bronze, gr.-röm. Weltergewicht Männer

### S
- Albert Saritov – Ringen (0-0-1)
Rio 2016: Bronze, Freistil bis 97 kg Männer
- Valentin Samungi – Handball (0-0-1)
München 1972: Bronze, Männer
- Lucia Sauca – Rudern (0-1-0)
Los Angeles 1984: Silber, Achter Frauen
- Elena Săcălici – Turnen (0-0-1)
Melbourne 1956: Bronze, Teammehrkampf Frauen
- Roxana Scarlat – Fechten (0-1-0)
Atlanta 1996: Silber, Florett Mannschaft Frauen
- Simon Schobel – Handball (0-0-1)
München 1972: Bronze, Männer
- Atanasie Sciotnic – Kanu (0-1-1)
Tokio 1964: Bronze, Vierer-Kajak 1000 m Männer
München 1972: Silber, Vierer-Kajak 1000 m Männer
- Răzvan Șelariu – Turnen (0-0-1)
Athen 2004: Bronze, Teammehrkampf Männer
- Mugurel Semciuc – Rudern (0-1-0)
Tokio 2020: Silber, Vierer ohne Steuermann
- Larion Serghei – Kanu (0-0-1)
Montreal 1976: Bronze, Zweier-Kajak 500 m Männer
- Eugen Sfetescu – Rugby Union (0-0-1)
Paris 1924: Bronze, Männer
- Mircea Sfetescu, Rugby Union (0-0-1)
Paris 1924: Bronze, Männer
- Cornelia Sideri – Kanu (0-0-1)
Tokio 1964: Bronze, Zweier-Kajak 500 m Frauen
- Valentin Silaghi – Boxen (0-0-1)
Moskau 1980: Bronze, Mittelgewicht Männer
- Ileana Silai – Leichtathletik (0-1-0)
Mexiko-Stadt 1968: Silber, 800 m Frauen
- Daniela Silivaș – Turnen (3-2-1)
Seoul 1988: Silber, Teammehrkampf Frauen
Seoul 1988: Silber, Mehrkampf Einzel Frauen
Seoul 1988: Gold, Boden Frauen
Seoul 1988: Gold, Schwebebalken Frauen
Seoul 1988: Bronze, Pferdsprung Frauen
Seoul 1988: Gold, Stufenbarren Frauen
- Adrian Simion – Handball (0-0-1)
Los Angeles 1984: Bronze, Männer
- Dorel Simion – Boxen (0-0-1)
Sydney 2000: Bronze, Halbweltergewicht Männer
- Ladislau Șimon – Ringen (0-1-0)
Montreal 1976: Silber, Freistil Superschwergewicht Männer
- Lidia Șimon – Leichtathletik (0-1-0)
Sydney 2000: Silber, Marathon Frauen
- Marian Simion – Boxen (0-1-1)
Atlanta 1996: Bronze, Weltergewicht Männer
Sydney 2000: Silber, Halbmittelgewicht Männer
- Mircea Simon – Boxen (0-1-0)
Montreal 1976: Silber, Schwergewicht Männer
- Gheorghe Simionov – Kanu (0-1-0)
Montreal 1976: Silber, Zweier-Canadier 1000 m Männer
- Toma Simionov – Kanu (2-1-0)
Moskau 1980: Gold, Zweier-Canadier 1000 m Männer
Los Angeles 1984: Gold, Zweier-Canadier 1000 m Männer
Los Angeles 1984: Silber, Zweier-Canadier 500 m Männer
- Iosif Sîrbu – Schießen (1-0-0)
Helsinki 1952: Gold, Kleinkaliber liegend
- Alexandru Sirițeanu – Fechten (0-1-0)
London 2012: Silber, Säbel Mannschaft Männer
- Ioan Șnep – Rudern (0-1-0)
Seoul 1988: Silber, Vierer mit Steuermann
- Doina Spîrcu – Rudern (1-0-0)
Atlanta 1996: Gold, Achter Frauen
- Andrei Socaci – Gewichtheben (0-1-0)
Los Angeles 1984: Silber, Leichtgewicht Männer
- Daniela Șofronie – Turnen (1-1-0)
Athen 2004: Gold, Teammehrkampf Frauen
Athen 2004: Silber, Schwebebalken Frauen
- Anișoara Sorohan – Rudern (1-0-1)
Seoul 1988: Bronze, Doppelvierer Frauen
Los Angeles 1984: Gold, Doppelvierer mit Steuerfrau
- Nicolae Sotir – Volleyball (0-0-1)
Moskau 1980: Bronze, Männer
- Doina Stăiculescu – Rhythmische Sportgymnastik (0-1-0)
Los Angeles 1984: Silber, Einzel Frauen
- Anișoara Stanciu – Leichtathletik (1-0-0)
Los Angeles 1984: Gold, Weitsprung Frauen
- Mihaela Stănuleț – Turnen (1-0-0)
Los Angeles 1984: Gold, Teammehrkampf Frauen
- Gheorghiță Ștefan – Ringen (0-0-1)
Peking 2008: Bronze, Weltergewicht Männer
- Maria Ștefan – Kanu (1-0-0)
Los Angeles 1984: Gold, Kajak-Vierer Frauen 500 m
- Constantin Sterea – Volleyball (0-0-1)
Moskau 1980: Bronze, Männer
- Soare Sterian, Rugby Union (0-0-1)
Paris 1924: Bronze, Männer
- Vasile Stîngă – Handball (0-0-2)
Moskau 1980: Bronze, Männer
Los Angeles 1984: Bronze, Männer
- Werner Stöckl – Handball (0-1-1)
München 1972: Bronze, Männer
Montreal 1976: Silber, Männer
- Nicu Stoian – Volleyball (0-0-1)
Moskau 1980: Bronze, Männer
- Silvia Stroescu – Turnen (1-0-0)
Athen 2004: Gold, Teammehrkampf Frauen
- Ioana Strungaru – Rudern (0-0-1)
Rio 2016: Bronze, Achter Frauen
- Ioan Silviu Suciu – Turnen (0-0-1)
Athen 2004: Bronze, Teammehrkampf Männer
- Viorica Susanu – Rudern (4-0-1)
Sydney 2000: Gold, Achter Frauen
Athen 2004: Gold, Zweier Ohne Steuerfrau
Athen 2004: Gold, Achter Frauen
Peking 2008: Gold, Zweier ohne Steuerfrau
Peking 2008: Bronze, Achter Frauen
- Ecaterina Szabó – Turnen (4-1-0)
Los Angeles 1984: Silber, Mehrkampf Einzel Frauen
Los Angeles 1984: Gold, Teammehrkampf Frauen
Los Angeles 1984: Gold, Boden Frauen
Los Angeles 1984: Gold, Pferdsprung Frauen
Los Angeles 1984: Gold, Schwebebalken
- Gabriela Szabo – Leichtathletik (1-1-1)
Atlanta 1996: Silber, 1500 m Frauen
Sydney 2000: Bronze, 1500 m Frauen
Sydney 2000: Gold, 5000 m Frauen
- Reka Szabo – Fechten (0-1-1)
Barcelona 1992: Bronze, Florett Mannschaft Frauen
Atlanta 1996: Silber, Florett Mannschaft Frauen
- Vilmoș Szabo – Fechten (0-0-1)
Los Angeles 1984: Bronze, Säbel Mannschaft Männer
- Violeta Szekely – Leichtathletik (0-1-0)
Sydney 2000: Silber, 1500 m Frauen

### T
- Nicolae Țaga – Rudern (1-0-1)
Barcelona 1992: Bronze, Zweier mit Steuermann
Barcelona 1992: Gold, Vierer mit Steuermann
- Viorel Talapan – Rudern (1-1-0)
Barcelona 1992: Gold, Vierer mit Steuermann
Barcelona 1992: Silber, Achter Männer
- Anamaria Tămârjan – Turnen (0-0-1)
Peking 2008: Bronze, Teammehrkampf Frauen
- Anca Tănase – Rudern (1-0-0)
Atlanta 1996: Gold, Achter Frauen
- Atanasie Tănăsescu, Rugby Union (0-0-1)
Paris 1924: Bronze, Männer
- Maricica Țăran – Rudern (1-0-0)
Los Angeles 1984: Gold, Doppelvierer mit Steuerfrau
- Ion Țăranu – Ringen (0-0-1)
Rom 1960: Bronze, gr.-röm. Mittelgewicht Männer
- Ionela Târlea-Manolache – Leichtathletik (0-1-0)
Athen 2004: Silber, 400 m Hürden Frauen
- Ștefan Tașnadi – Gewichtheben (0-1-0)
Los Angeles 1984: Silber, 2. Schwergewicht Männer
- Horia Tecău – Tennis (0-1-0)
Rio 2016: Silber, Doppel Männer
- Mihăiță Țigănescu – Rudern (0-1-0)
Tokio 2020: Silber, Vierer ohne Steuermann
- Vasile Tiță – Boxen (0-1-0)
Helsinki 1952: Silber, Mittelgewicht Männer
- Sanda Toma – Rudern (1-0-0)
Moskau 1980: Gold, Einer Frauen
- Sanda Toma – Kanu (0-0-1)
Sydney 2000: Bronze, Vierer-Kajak 500 m Frauen
- Valer Toma – Rudern (1-0-0)
Los Angeles 1984: Gold, Zweier ohne Steuermann
- Vasile Tomoiagă – Rudern (0-2-0)
Los Angeles 1984: Silber, Zweier mit Steuermann
Seoul 1988: Silber, Vierer mit Steuermann
- Marioara Trașcă – Rudern (0-2-1)
Los Angeles 1984: Silber, Achter Frauen
Seoul 1988: Bronze, Vierer mit Steuerfrau
Seoul 1988: Silber, Achter Frauen
- Ion Tripșa – Schießen (0-1-0)
Tokio 1964: Silber, Schnellfeuerpistole Männer
- Gabriela Trușcă – Turnen (0-1-0)
Montreal 1976: Silber, Teammehrkampf Frauen
- Ștefan Tudor – Rudern (0-0-1)
München 1972: Bronze, Zweier mit Steuermann
- Ioana Tudoran – Rudern (0-0-1)
Montreal 1976: Bronze, Doppelvierer mit Steuerfrau
- Ciprian Tudosă Rudern (0-1-0)
Tokio 2020: Silber, Zweier ohne Steuermann
- Constantin Tudosie – Handball (0-1-1)
München 1972: Bronze, Männer
Montreal 1976: Silber, Männer
- Mirela Țugurlan – Turnen (0-0-1)
Atlanta 1996: Bronze, Teammehrkampf Frauen
- Mihai Țurcaș – Kanu (0-1-1)
Tokio 1964: Bronze, Vierer-Kajak 1000 m Männer
Mexiko-Stadt 1968: Silber, Vierer-Kajak 1000 m Männer
- Dumitrița Turner – Turnen (0-1-0)
Moskau 1980: Silber, Teammehrkampf Frauen

### U
- Teodora Ungureanu – Turnen (0-2-1)
Montreal 1976: Silber, Teammehrkampf Frauen
Montreal 1976: Silber, Stufenbarren
Montreal 1976: Bronze, Schwebebalken
- Marius Urzică – Turnen (1-2-1)
Atlanta 1996: Silber, Seitpferd Männer
Sydney 2000: Gold, Seitpferd Männer
Athen 2004: Silber, Pauschenpferd Männer
Athen 2004: Bronze, Teammehrkampf Männer

### V
- Gianina-Elena van Groningen, Rudern (0-1-0)
Paris 2024: Silber, Leichtgewichts-Doppelzweier Frauen
- Mihai Vardală, Rugby Union (0-0-1)
Paris 1924: Bronze, Männer
- Roman Vartolomeu – Kanu (0-1-0)
München 1972: Silber, Vierer-Kajak 1000 m Männer
- Lucian Vasilache – Handball (0-0-1)
Moskau 1980: Bronze, Männer
- Neculai Vasilcă – Handball (0-0-2)
Moskau 1980: Bronze, Männer
Los Angeles 1984: Bronze, Männer
- Neculae Vasile – Volleyball (0-0-1)
Moskau 1980: Bronze, Männer
- Dumitru Velicu
auf „Decebal“ Reiten (0-0-1)
Moskau 1980: Bronze, Dressur Mannschaft
- Aurel Vernescu – Kanu (0-1-2)
Tokio 1964: Bronze, Einer-Kajak 1000 m Männer
Tokio 1964: Bronze, Vierer-Kajak 1000 m Männer
München 1972: Silber, Vierer-Kajak 1000 m Männer
- Maria Vicol – Fechten (0-0-2)
Rom 1960: Bronze, Florett Frauen
Mexiko-Stadt 1968: Bronze, Florett Mannschaft Frauen
- Paul Vidrașcu, Rugby Union (0-0-1)
Paris 1924: Bronze, Männer
- Viorica Viscopoleanu – Leichtathletik (1-0-0)
Mexiko-Stadt 1968: Gold, Weitsprung Frauen
- Ioan Vizitiu – Rudern (0-1-0)
Barcelona 1992: Silber, Achter Männer
- Nicu Vlad – Gewichtheben (1-1-1)
Los Angeles 1984: Gold, Mittelschwergewicht Männer
Seoul 1988: Silber, Schwergewicht Männer
Atlanta 1996: Bronze, 2. Schwergewicht Männer
- Radu Voina – Handball (0-1-2)
München 1972: Bronze, Männer
Montreal 1976: Silber, Männer
Moskau 1980: Bronze, Männer
- Camelia Voinea – Turnen (0-1-0)
Seoul 1988: Silber, Teammehrkampf Frauen
- Maricel Voinea – Handball (0-0-2)
Moskau 1980: Bronze, Männer
Los Angeles 1984: Bronze, Männer
- Dumitru Volvoreanu – Rugby Union (0-0-1)
Paris 1924: Bronze, Männer
- Ioana Vrînceanu – Rudern (1-1-0)
Paris 2024: Gold, Achter Frauen
Paris 2024: Silber, Zweier ohne Steuerfrau

### W
- Monika Weber – Fechten (0-1-0)
Los Angeles 1984: Silber, Florett Mannschaft Frauen

### Z
- Mihai Zafiu – Kanu (0-2-0)
München 1972: Silber, Vierer-Kajak 1000 m Männer
Moskau 1980: Silber, Vierer-Kajak 1000 m Männer
- Marlena Zagoni – Rudern (0-0-1)
Moskau 1980: Bronze, Achter Frauen
- Florin Zalomir – Fechten (0-1-0)
London 2012: Silber, Säbel Mannschaft Männer
- Victor Zilberman – Boxen (0-0-1)
Montreal 1976: Bronze, Weltergewicht Männer